# Суровцев, Владимир Дмитриевич
Владимир Дмитриевич Суровцев  (23 января 1856 — 27 сентября 1900) — флигель-адъютант и генерал-майор Русской императорской армии, участник русско-турецкой войны 1877—1878 гг., Лифляндский губернатор.

## Биография
Из дворян Саратовской губернии. Воспитывался в Николаевском кавалерийском училище с внесением имени на мраморную доску, окончил курс академии Генерального штаба.

### Военная служба
В службу вступил юнкером рядового звания в Николаевское кавалерийское училище в 1872 году. По окончании училища произведён в корнеты в лейб-гвардии Гродненский гусарский полк — 7 августа 1874 г. Прибыл в полк — 9 сентября 1874 г. Назначен и.д. заведующего оружием в полку — 8 октября 1875 г. Участвовал в полевой поездке офицеров Генерального штаба Варшавского военного округа на собственный счёт — с 15 мая по 15 июня 1876 г. Командирован в Киев для переписи лошадей в Киевском военном округе и губерниях Херсонской, Бессарабской, Екатеринославской и Полтавской — 2 октября 1876 г. По окончании командировки 3 ноября, не прибывая в полк, уволен в отпуск — 4 ноября 1876 г. Отчислен от исполнения должности заведующего оружием в полку — 22 января 1877 г. Произведён в поручики — 27 марта 1877 г.
Назначен в Почётный конвой Его Величества 9 мая 1877 г.
При расформировании Гвардейского сводного полуэскадрона почётного Его величества конвоя отчислен в запасной эскадрон лейб-гвардии Гродненского гусарского полка — 16 августа 1878 г. Переведён в действующий эскадрон полка — 22 ноября 1878 г.; прибыл — 2 декабря 1878 г. Назначен и.д. заведующего полковой учебной командой — 8 декабря 1878 г. Назначен и.д. полкового казначея — 16 марта 1879 г.; утверждён в должности — 28 июня 1879 г. Назначен флигель-адъютантом к Его Величеству — 21 августа 1879 г. Отчислен от должностей: полкового казначея — 16 сентября 1879 г.; заведующего полковой учебной командой — 24 сентября 1879 г. Командирован в Петербург для поступления в Николаевскую академию Генерального штаба — 25 июня 1880 г. По выдержании экзамена зачислен в академию — 13 октября 1880 г. По окончании академии причислен к Генеральному штабу и назначен на службу в Санкт-Петербургский военный округ — 1 апреля 1883 г.
Назначен старшим адъютантом штаба войск гвардии и Петербургского военного округа с производством в подполковники и оставлением в звании флигель-адъютанта — 7 января 1884 г. Отчислен от настоящей должности с прикомандированием к лейб-гвардии Конному полку, оставлением в Генеральном штабе и звании флигель-адъютанта — 2 августа 1886 г. Прибыл в полк — 27 сентября 1886 г. Назначен заведующим стрелковой частью в полку — 30 сентября 1886 г. Утверждён председателем полкового суда — 22 ноября 1886 г. Назначен в распоряжение начальника войск гвардии и Петербургского военного округа — 5 февраля 1888 г. Сдал должности: заведующего стрелковой частью в полку — 9 февраля; председателя полкового суда — 10 февраля 1888 г. Назначен начальником штаба 1-й гвардейской кавалерийской дивизии — 16 августа 1888 г. Вступил в должность начальника штаба дивизии — 10 октября 1888 г.
Назначен состоять в распоряжении командующего войсками Кавказского военного округа — 5 декабря 1890 г. Прибыл в Тифлис — 10 января 1891 г. И.д. помощника начальника штаба Кавказского военного округа: с 5 ноября 1891 г. по 27 января 1892 г. и с 13 по 24 мая 1892 г. Назначен командиром 19-го Драгунского Кинбурнского полка — 22 апреля 1893 г. Прибыл и вступил в командование полком — 26 мая 1893 г. Назначен и.д. генерала для особых поручений при командующем войсками Кавказского военного округа — 30 сентября 1894 г. Вр. и.д. помощника начальника штаба кавказского военного округа — с 3 мая по 24 июня 1895 г. Участвовал в полевой поездке офицеров генерального штаба по Чечне и Дагестану в качестве руководителя 2-й группы (Кахетинско-Дагестанской) — с 25 июня по 15 июля 1895 г. За отличие по службе произведён в генерал-майоры с утверждением в должности помощника начальника штаба округа — 30 августа 1895 г. Находился в командировке в Тифлисскую и Елисаветопольскую губернии и Карскую область для расследования духоборских беспорядков — с 29 октября по 27 ноября 1895 г. Командирован по делам службы в Петербург — 17 декабря 1895 г.

### Лифляндский губернатор
23 февраля 1896 года был назначен Лифляндским губернатором с оставлением по генеральному штабу. Прибыл и вступил в управление губернией 5 марта 1896 г. Назначен почётным мировым судьёй по Рижско-Вольмарскому округу — 22 февраля 1899 г.
К управлению подошёл с большой тщательностью, сначала занялся изучением края, собрал много сведений.
Созвал первый губернский съезд комиссаров по крестьянским делам. Целью мероприятия была выработка мер по упорядочению волостного управления, устранение злоупотреблений, введение более чёткой отчётности должностных лиц. Был одним из инициаторов по распространению на Лифляндию действий Государственного Крестьянского банка, в целях облегчения получения кредита безземельному крестьянству для покупки земли. Стоял за введение винной монополии на общих с внутренними губерниями России условиях.
Заботился об обществах трезвости. Содействовал распространению в крае сети сельских народных школ. Работал над улучшением безопасности в Риге, благодаря его усилиям был увеличен штат полиции. Близ столицы губернии было повышено благоустройство пляжей. Доброжелательно относился в том числе к неправославному населению, уделял внимание решению и их проблем.
В 1896 году в Риге состоялся X Археологический съезд. Перед его открытием В. Д. Суровцев состоял почётным председателем Рижского отдела предварительного комитета. За гостеприимство и радушный приём членов съезда получил благодарность от Императорского Московского археологического общества.
В губернии поддерживал различные культурные начинания: музыкально-драматические и литературные общества и др. Благодаря его содействию в 1899 году для русских спектаклей в Риге начали строить здание Русского городского театра. В Риге было учреждено отделение Императорского музыкального общества и подготавливалось открытие музыкального училища.
Состоял почётным членом Общества по борьбе с заразными болезнями, Попечительства в Риге для призрения вдов и сирот низших воинских чинов, почётным членом Прибалтийского православного братства, Общества взаимопомощи нуждающимся учащимся в Перновских мужских и женских гимназиях, состоял почётным членом многих сельских обществ и др.
Умер 27 сентября 1900 года, похоронен на родине в Саратовской губернии.

## Звания и чины
- Юнкер (16 августа 1872)
- Эстандарт-юнкер (9 августа 1873)
- Младший вахмистр (1 ноября 1873)
- Корнет (7 августа 1874)
- Поручик (27 марта 1877)
- Флигель-адъютант (21 августа 1879)
- Штабс-ротмистр (12 апреля 1881)
- Ротмистр (18 июня 1882, старшинство в чине с 28 марта 1882)
- Подполковник (7 января 1884)
- Полковник (24 марта 1885)
- Генерал-майор (30 августа 1895)

## Награды
Российские:
- Орден Св. Станислава 3-й ст. с мечами и бантом (4 августа 1877) — за мужество и храбрость, оказанные при взятии города Тырново 25 июня 1877 г.;
- Орден Св. Анны 3-й ст. с мечами и бантом (17 октября 1877) — за мужество и храбрость, оказанные в сражении при Уфлани, за переход Балкан у Шипки, за дела в долине р. Туинджи и взятие Казанлыка;
- Орден Св. Станислава 2-й ст. с мечами (17 апреля 1878) — за отличие в делах с турками;
- Орден Св. Анны 2-й ст. (30 августа 1884);
- Орден Св. Владимира 4-й ст. (30 августа 1888);
- Орден Св. Владимира 3-й ст. (30 августа 1893);
- Орден Св. Станислава 1-й ст. (1 января 1898);
- Именная сабля с надписью «В память войны 1877—1878 гг. с Турцией» (17 апреля 1878);
- Вензелевое изображение имени Его Величества (29 апреля 1878) — в память стояния в почётном конвое;
- Светло-бронзовая медаль «В память русско-турецкой войны 1877—1878» (2 мая 1878).

Иностранные:
- Сербский орден Таковского креста рыцарский крест (18 января 1879);
- Румынский крест «За переход через Дунай» (11 августа 1879);
- Французский орден Почётного легиона офицерский крест (9 октября 1887);
- Прусский орден Красного орла 2-й ст. (4 октября 1890).

## Семья
Был женат на Софье Павловне Абамелик. Их дети:
- Александр (р. 1881), окончил Полтавский кадетский корпус (1899), учился в Технологическом институте, в Первую мировую войну — поручик лейб-гвардии Конного полка.
- Дмитрий (1882—1914), штабс-ротмистр лейб-гвардии Конного полка, герой Первой мировой войны.
- Ксения (р. 1879)
- Мария (р. 1884)

Вторым браком был женат на баронессе Екатерине Леонгардовне Штейнгель.